# 위시 (TV 프로그램)
《위시》는 2014년 7월 19일부터 2014년 8월 9일까지 온 스타일에서 방영한 예능 프로그램이다.

## 개요
1세대 아이돌 네 남자가 펼치는 색다른 미션 수행기

## 출연자
- 문희준
- 은지원
- 데니안
- 천명훈